# Petra Enders
Petra Enders (* 24. Dezember 1965 in Ilmenau) ist eine deutsche Politikerin. Von 2004 bis 2012 war sie Mitglied des Thüringer Landtags. Seit dem 1. Juli 2012 ist sie Landrätin des Ilm-Kreises.

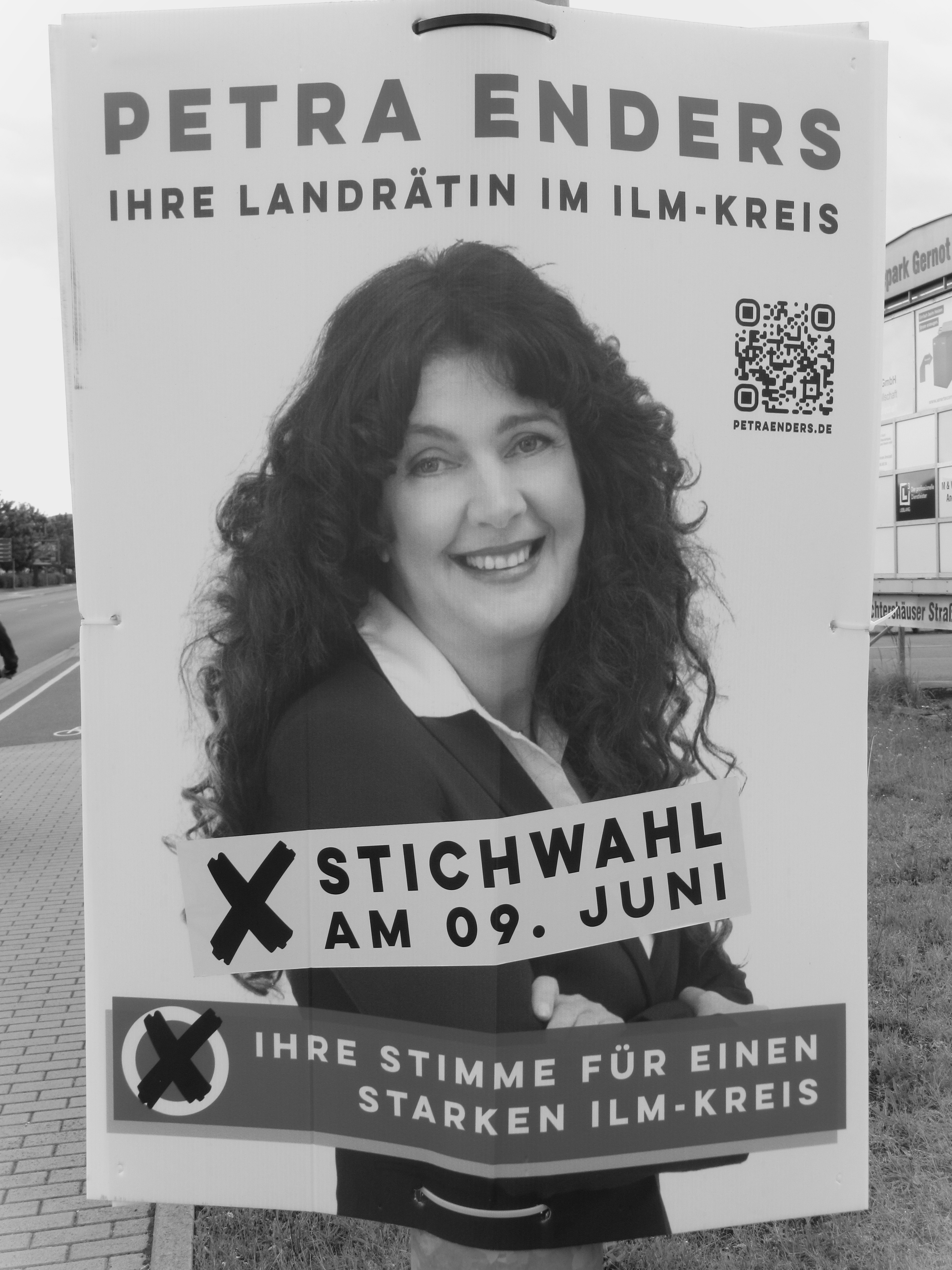
Petra Enders auf einem Wahlplakat zur Landratswahl 2024

## Leben
Enders wuchs in Großbreitenbach in Thüringen auf, wo sie auch die Schule besuchte und 1982 bis 1984 im Glaswerk eine Berufsausbildung zur Bürokauffrau absolvierte. Von 1986 bis 1991 belegte sie ein Fernstudium an der Ingenieurschule Eisleben, welches sie als Ingenieurökonomin abschloss.
Petra Enders ist evangelisch, verheiratet und hat einen Sohn.

### Politische Karriere
Enders war Mitglied der SED.
1994 wurde Enders in den Stadtrat und 1999 in einer Stichwahl mit 60,6 % der abgegebenen gültigen Stimmen zur hauptamtlichen Bürgermeisterin der Stadt Großbreitenbach gewählt. Von 2004 bis 2012 war sie ehrenamtliche Bürgermeisterin des Ortes.
Im Mai 2004 nahm sie an der 12. Bundesversammlung zur Wahl eines neuen Bundespräsidenten teil.
Seit der Landtagswahl 2004 saß Enders für die PDS (heute: Die Linke) im Thüringer Landtag in Erfurt, wo sie unter anderem Mitglied im Landtagsausschuss für Bau und Verkehr war. Bei der Landtagswahl 2009 errang sie mit einem Ergebnis von 40,0 % der Stimmen – dem besten Wahlkreisergebnis aller Kandidaten der Partei Die Linke – ein Direktmandat im Wahlkreis Ilm-Kreis I. Enders ist parteilos, also nicht Mitglied der Linken.
Am 6. Mai 2012 wurde Petra Enders zur Landrätin des Ilm-Kreises gewählt. Sie profilierte sich besonders mit ihrem Kampf gegen eine Höchstspannungsleitung über den Thüringer Wald.
Kritisiert wurde Enders 2017 für die Pläne, den Kreistagsbeschlüssen folgend den Busverkehr im Ilm-Kreis zu kommunalisieren. Den Vorwurf der Befangenheit Enders’ und einer möglichen Interessenkollision wies die kommunale Rechtsaufsicht, das Thüringer Landesverwaltungsamt (TLVWA), als unbegründet zurück. Der öffentlich-rechtliche Sender MDR musste nach einem Bericht vom 2. November 2017 über die Kommunalisierung des ÖPNV im Ilm-Kreis zwei Gegendarstellungen veröffentlichen.
Bei den Kommunalwahlen in Thüringen 2018 wurde Petra Enders am 15. April 2018 im 1. Wahlgang als Landrätin des Ilm-Kreises bestätigt. In einer Stichwahl am 9. Juni 2024 setzte sie sich mit 65,6 % gegen  Ralf Gohritz von der AfD durch.